# Đội tuyển bóng đá quốc gia Uzbekistan
Đội tuyển bóng đá quốc gia Uzbekistan (tiếng Uzbek: Oʻzbekiston milliy futbol terma jamoasi) là đội tuyển bóng đá nam đại diện cho Uzbekistan tại các giải đấu quốc tế. Đội được quản lý bởi Hiệp hội bóng đá Uzbekistan. 
Uzbekistan được xem là một trong những đội tuyển hàng đầu của khu vực Trung Á. Đội đã liên tục tham dự các vòng chung kết Cúp bóng đá châu Á kể từ khi gia nhập AFC vào năm 1994, với thành tích tốt nhất là giành vị trí thứ tư tại giải đấu năm 2011. Ngoài ra, đội còn giành tấm huy chương vàng tại Asian Games 1994 diễn ra ở Nhật Bản và giành vị trí á quân tại Cúp bóng đá Phi-Á năm 1995. Uzbekistan đã vượt qua vòng loại khu vực châu Á của giải vô địch bóng đá thế giới 2026, qua đó có lần đầu tiên trong lịch sử được tham dự một kỳ World Cup.

## Danh hiệu
- Bóng đá nam tại Asiad:

 1994

## Thành tích tại các giải đấu

### Giải vô địch bóng đá thế giới
Uzbekistan có lần đầu tiên trong lịch sử giành quyền dự World Cup vào năm 2026, sau nhiều lần không vượt qua vòng loại.
| Thành tích tại VCK FIFA World Cup | Thành tích tại VCK FIFA World Cup      | Thành tích tại VCK FIFA World Cup      | Thành tích tại VCK FIFA World Cup      | Thành tích tại VCK FIFA World Cup      | Thành tích tại VCK FIFA World Cup      | Thành tích tại VCK FIFA World Cup      | Thành tích tại VCK FIFA World Cup      | Thành tích tại VCK FIFA World Cup      |                                        | Thành tích tại vòng loại               | Thành tích tại vòng loại               | Thành tích tại vòng loại               | Thành tích tại vòng loại               | Thành tích tại vòng loại               | Thành tích tại vòng loại |
| Năm                               | Thành tích                             | Thứ hạng                               | Tr                                     | T                                      | H                                      | B                                      | BT                                     | BB                                     | Tr                                     | T                                      | H                                      | B                                      | BT                                     | BB                                     |                          |
| --------------------------------- | -------------------------------------- | -------------------------------------- | -------------------------------------- | -------------------------------------- | -------------------------------------- | -------------------------------------- | -------------------------------------- | -------------------------------------- | -------------------------------------- | -------------------------------------- | -------------------------------------- | -------------------------------------- | -------------------------------------- | -------------------------------------- | ------------------------ |
| 1930 đến 1990                     | Không tham dự, là một phần của Liên Xô | Không tham dự, là một phần của Liên Xô | Không tham dự, là một phần của Liên Xô | Không tham dự, là một phần của Liên Xô | Không tham dự, là một phần của Liên Xô | Không tham dự, là một phần của Liên Xô | Không tham dự, là một phần của Liên Xô | Không tham dự, là một phần của Liên Xô | Không tham dự, là một phần của Liên Xô | Không tham dự, là một phần của Liên Xô | Không tham dự, là một phần của Liên Xô | Không tham dự, là một phần của Liên Xô | Không tham dự, là một phần của Liên Xô | Không tham dự, là một phần của Liên Xô |                          |
| 1994                              | Không phải là thành viên FIFA          | Không phải là thành viên FIFA          | Không phải là thành viên FIFA          | Không phải là thành viên FIFA          | Không phải là thành viên FIFA          | Không phải là thành viên FIFA          | Không phải là thành viên FIFA          | Không phải là thành viên FIFA          | Không phải là thành viên FIFA          | Không phải là thành viên FIFA          | Không phải là thành viên FIFA          | Không phải là thành viên FIFA          | Không phải là thành viên FIFA          | Không phải là thành viên FIFA          |                          |
| 1998                              | Không vượt qua vòng loại               | Không vượt qua vòng loại               | Không vượt qua vòng loại               | Không vượt qua vòng loại               | Không vượt qua vòng loại               | Không vượt qua vòng loại               | Không vượt qua vòng loại               | Không vượt qua vòng loại               | 14                                     | 6                                      | 4                                      | 4                                      | 33                                     | 21                                     |                          |
| 2002                              | Không vượt qua vòng loại               | Không vượt qua vòng loại               | Không vượt qua vòng loại               | Không vượt qua vòng loại               | Không vượt qua vòng loại               | Không vượt qua vòng loại               | Không vượt qua vòng loại               | Không vượt qua vòng loại               | 14                                     | 7                                      | 3                                      | 4                                      | 33                                     | 19                                     |                          |
| 2006                              | Không vượt qua vòng loại               | Không vượt qua vòng loại               | Không vượt qua vòng loại               | Không vượt qua vòng loại               | Không vượt qua vòng loại               | Không vượt qua vòng loại               | Không vượt qua vòng loại               | Không vượt qua vòng loại               | 14                                     | 6                                      | 5                                      | 3                                      | 24                                     | 15                                     |                          |
| 2010                              | Không vượt qua vòng loại               | Không vượt qua vòng loại               | Không vượt qua vòng loại               | Không vượt qua vòng loại               | Không vượt qua vòng loại               | Không vượt qua vòng loại               | Không vượt qua vòng loại               | Không vượt qua vòng loại               | 16                                     | 8                                      | 1                                      | 7                                      | 33                                     | 17                                     |                          |
| 2014                              | Không vượt qua vòng loại               | Không vượt qua vòng loại               | Không vượt qua vòng loại               | Không vượt qua vòng loại               | Không vượt qua vòng loại               | Không vượt qua vòng loại               | Không vượt qua vòng loại               | Không vượt qua vòng loại               | 18                                     | 11                                     | 5                                      | 2                                      | 28                                     | 9                                      |                          |
| 2018                              | Không vượt qua vòng loại               | Không vượt qua vòng loại               | Không vượt qua vòng loại               | Không vượt qua vòng loại               | Không vượt qua vòng loại               | Không vượt qua vòng loại               | Không vượt qua vòng loại               | Không vượt qua vòng loại               | 18                                     | 11                                     | 1                                      | 6                                      | 26                                     | 14                                     |                          |
| 2022                              | Không vượt qua vòng loại               | Không vượt qua vòng loại               | Không vượt qua vòng loại               | Không vượt qua vòng loại               | Không vượt qua vòng loại               | Không vượt qua vòng loại               | Không vượt qua vòng loại               | Không vượt qua vòng loại               | 8                                      | 5                                      | 0                                      | 3                                      | 18                                     | 9                                      |                          |
| 2026                              | Vượt qua vòng loại                     | Vượt qua vòng loại                     | Vượt qua vòng loại                     | Vượt qua vòng loại                     | Vượt qua vòng loại                     | Vượt qua vòng loại                     | Vượt qua vòng loại                     | Vượt qua vòng loại                     | 15                                     | 9                                      | 5                                      | 1                                      | 24                                     | 11                                     |                          |
| 2030                              | Chưa xác định                          | Chưa xác định                          | Chưa xác định                          | Chưa xác định                          | Chưa xác định                          | Chưa xác định                          | Chưa xác định                          | Chưa xác định                          | Chưa xác định                          | Chưa xác định                          | Chưa xác định                          | Chưa xác định                          | Chưa xác định                          | Chưa xác định                          |                          |
| 2034                              | Chưa xác định                          | Chưa xác định                          | Chưa xác định                          | Chưa xác định                          | Chưa xác định                          | Chưa xác định                          | Chưa xác định                          | Chưa xác định                          | Chưa xác định                          | Chưa xác định                          | Chưa xác định                          | Chưa xác định                          | Chưa xác định                          | Chưa xác định                          |                          |
| Tổng cộng                         | —                                      | 1/8                                    | –                                      | –                                      | –                                      | –                                      | –                                      | –                                      | 117                                    | 63                                     | 24                                     | 30                                     | 219                                    | 115                                    |                          |

### Cúp bóng đá châu Á
| AFC Asian Cup | AFC Asian Cup                          | AFC Asian Cup                          | AFC Asian Cup                          | AFC Asian Cup                          | AFC Asian Cup                          | AFC Asian Cup                          | AFC Asian Cup                          | AFC Asian Cup                          | Vòng loại AFC Asian Cup                | Vòng loại AFC Asian Cup                | Vòng loại AFC Asian Cup                | Vòng loại AFC Asian Cup                | Vòng loại AFC Asian Cup                | Vòng loại AFC Asian Cup                | Vòng loại AFC Asian Cup                |                                        |
| Chủ nhà / Năm | Thành tích                             | Hạng                                   | ST                                     | T                                      | H                                      | B                                      | BT                                     | BB                                     | ST                                     | T                                      | H                                      | B                                      | BT                                     | BB                                     |                                        |                                        |
| ------------- | -------------------------------------- | -------------------------------------- | -------------------------------------- | -------------------------------------- | -------------------------------------- | -------------------------------------- | -------------------------------------- | -------------------------------------- | -------------------------------------- | -------------------------------------- | -------------------------------------- | -------------------------------------- | -------------------------------------- | -------------------------------------- | -------------------------------------- | -------------------------------------- |
| 1956 đến 1992 | Không tham dự, là một phần của Liên Xô | Không tham dự, là một phần của Liên Xô | Không tham dự, là một phần của Liên Xô | Không tham dự, là một phần của Liên Xô | Không tham dự, là một phần của Liên Xô | Không tham dự, là một phần của Liên Xô | Không tham dự, là một phần của Liên Xô | Không tham dự, là một phần của Liên Xô | Không tham dự, là một phần của Liên Xô | Không tham dự, là một phần của Liên Xô | Không tham dự, là một phần của Liên Xô | Không tham dự, là một phần của Liên Xô | Không tham dự, là một phần của Liên Xô | Không tham dự, là một phần của Liên Xô | Không tham dự, là một phần của Liên Xô | Không tham dự, là một phần của Liên Xô |
| 1996          | Vòng 1                                 | 10th                                   | 3                                      | 1                                      | 0                                      | 2                                      | 3                                      | 6                                      | 2                                      | 1                                      | 0                                      | 1                                      | 5                                      | 4                                      |                                        |                                        |
| 2000          | Vòng 1                                 | 12th                                   | 3                                      | 0                                      | 1                                      | 2                                      | 2                                      | 14                                     | 4                                      | 4                                      | 0                                      | 0                                      | 16                                     | 2                                      |                                        |                                        |
| 2004          | Tứ kết                                 | 6th                                    | 4                                      | 3                                      | 1                                      | 0                                      | 5                                      | 2                                      | 6                                      | 4                                      | 1                                      | 1                                      | 13                                     | 6                                      |                                        |                                        |
| 2007          | Tứ kết                                 | 7th                                    | 4                                      | 2                                      | 0                                      | 2                                      | 10                                     | 4                                      | 6                                      | 3                                      | 2                                      | 1                                      | 14                                     | 4                                      |                                        |                                        |
| 2011          | Hạng tư                                | 4th                                    | 6                                      | 3                                      | 1                                      | 2                                      | 10                                     | 13                                     | 4                                      | 3                                      | 0                                      | 1                                      | 7                                      | 3                                      |                                        |                                        |
| 2015          | Tứ kết                                 | 8th                                    | 4                                      | 2                                      | 0                                      | 2                                      | 5                                      | 5                                      | 6                                      | 3                                      | 2                                      | 1                                      | 10                                     | 4                                      |                                        |                                        |
| 2019          | Vòng 2                                 | 10th                                   | 4                                      | 2                                      | 1                                      | 1                                      | 7                                      | 3                                      | 8                                      | 7                                      | 0                                      | 1                                      | 20                                     | 7                                      |                                        |                                        |
| 2023          | Tứ kết                                 | 7th                                    | 5                                      | 2                                      | 3                                      | 0                                      | 7                                      | 3                                      | 11                                     | 8                                      | 0                                      | 3                                      | 27                                     | 9                                      |                                        |                                        |
| 2027          | Vượt qua vòng loại                     | Vượt qua vòng loại                     | Vượt qua vòng loại                     | Vượt qua vòng loại                     | Vượt qua vòng loại                     | Vượt qua vòng loại                     | Vượt qua vòng loại                     | Vượt qua vòng loại                     |                                        |                                        |                                        |                                        |                                        |                                        |                                        |                                        |
| Tổng cộng     | 8/8                                    | 4th                                    | 33                                     | 14                                     | 7                                      | 11                                     | 49                                     | 50                                     | 47                                     | 33                                     | 5                                      | 9                                      | 112                                    | 39                                     |                                        |                                        |

### Đại hội thể thao châu Á
- (Nội dung thi đấu dành cho cấp đội tuyển quốc gia cho đến kỳ Đại hội năm 1998)

| Năm           | Thứ hạng                               | GP                                     | W                                      | D                                      | L                                      | GS                                     | GA                                     |
| ------------- | -------------------------------------- | -------------------------------------- | -------------------------------------- | -------------------------------------- | -------------------------------------- | -------------------------------------- | -------------------------------------- |
| 1951 đến 1990 | Không tham dự, là một phần của Liên Xô | Không tham dự, là một phần của Liên Xô | Không tham dự, là một phần của Liên Xô | Không tham dự, là một phần của Liên Xô | Không tham dự, là một phần của Liên Xô | Không tham dự, là một phần của Liên Xô | Không tham dự, là một phần của Liên Xô |
| 1994          | Vô địch                                | 7                                      | 7                                      | 0                                      | 0                                      | 23                                     | 7                                      |
| 1998          | Tứ kết                                 | 6                                      | 3                                      | 2                                      | 1                                      | 25                                     | 8                                      |
| Tổng cộng     | 2/13                                   | 13                                     | 10                                     | 2                                      | 1                                      | 48                                     | 15                                     |

## Kết quả thi đấu

### 2024
| 7 tháng 1 Giao hữu | Palestine | 0–1      | Uzbekistan         | Doha, Qatar                                  |  |
| 17:00 UTC+3        |           | Chi tiết | - Abdikholikov 79' | Sân vận động: Sân vận động Hamad bin Khalifa |  |

| 13 tháng 1 Bảng B AFC Asian Cup 2023 | Uzbekistan | 0–0      | Syria | Doha, Qatar                                                                                       |  |
| 20:30 UTC+3                          |            | Chi tiết |       | Sân vận động: Sân vận động Jassim bin Hamad Lượng khán giả: 10,198 Trọng tài: Ahmed Al-Kaf (Oman) |  |

| 18 tháng 1 Bảng B AFC Asian Cup 2023 | Ấn Độ | 0–3      | Uzbekistan                                      | Al Rayyan, Qatar                                                                                 |  |
| 17:30 UTC+3                          |       | Chi tiết | - Fayzullaev 4' - Sergeev 18' - Nasrullev 45+4' | Sân vận động: Sân vận động Ahmed bin Ali Lượng khán giả: 38,491 Trọng tài: Phó Minh (Trung Quốc) |  |

| 23 tháng 1 Bảng B AFC Asian Cup 2023 | Úc                    | 1–1      | Uzbekistan       | Doha, Qatar                                                                                               |  |
| 14:30 UTC+3                          | - Boyle 45+1' (ph.đ.) | Chi tiết | - Turgunboev 78' | Sân vận động: Sân vận động Abdullah bin Khalifa Lượng khán giả: 15,290 Trọng tài: Araki Yusuke (Nhật Bản) |  |

| 30 tháng 1 Vòng 16 đội AFC Asian Cup 2023 | Uzbekistan                        | 2–1      | Thái Lan       | Al Wakrah, Qatar                                                                                   |  |
| 14:30 UTC+3                               | - Turgunboev 37' - Fayzullaev 65' | Chi tiết | - Supachok 59' | Sân vận động: Sân vận động Al Janoub Lượng khán giả: 18,691 Trọng tài: Nazmi Nasaruddin (Malaysia) |  |

| 4 tháng 2 năm 2024 Tứ kết AFC Asian Cup 2023     | Qatar                | 1–1 (s.h.p.) (3–2 p)                                          | Uzbekistan       | Al Khor, Qatar                                                                              |  |
| 18:30 UTC+3                                      | - Yusupov 27' (l.n.) | Chi tiết                                                      | - Hamrobekov 59' | Sân vận động: Sân vận động Al Bayt Lượng khán giả: 58,791 Trọng tài: Kim Hee-gon (Hàn Quốc) |  |
|                                                  |                      | Loạt sút luân lưu                                             |                  |                                                                                             |  |
| - Afif - Almoez - Ali Mukhtar - Al-Brake - Ró-Ró |                      | - Shukurov - Ashurmatov - Umarov - Abdurakhmatov - Masharipov |                  |                                                                                             |  |

| 21 tháng 3 Vòng loại FIFA World Cup 2026 | Hồng Kông | 0–2      | Uzbekistan                        | Vượng Giác, Hồng Kông                                                                          |  |
| 20:00 UTC+8                              |           | Chi tiết | - Shomurodov 49' - Ashurmatov 65' | Sân vận động: Sân vận động Vượng Giác Lượng khán giả: 6,263 Trọng tài: Kim Woo-sung (Hàn Quốc) |  |

| 26 tháng 3 Vòng loại FIFA World Cup 2026 | Uzbekistan                                  | 3–0      | Hồng Kông | Tashkent, Uzbekistan                                                                             |  |
| 19:30 UTC+5                              | - Shomurodov 20' - Erkinov 63' - Urunov 70' | Chi tiết |           | Sân vận động: Sân vận động Milliy Lượng khán giả: 29,584 Trọng tài: Ahmed Faisal Al-Ali (Jordan) |  |

| 6 tháng 6 Vòng loại FIFA World Cup 2026 | Uzbekistan                                   | 3–1      | Turkmenistan   | Tashkent, Uzbekistan                                                                        |  |
| 19:30 UTC+5                             | - Aliqulov 17' - Urunov 29' - Nasrullaev 70' | Chi tiết | - Tirkişow 25' | Sân vận động: Sân vận động Milliy Lượng khán giả: 27,306 Trọng tài: Araki Yusuke (Nhật Bản) |  |

| 11 tháng 6 Vòng loại FIFA World Cup 2026 | Iran | 0–0      | Uzbekistan | Tehran, Iran                                                                                 |  |
| 20:30 UTC+3:30                           |      | Chi tiết |            | Sân vận động: Sân vận động Azadi Lượng khán giả: 15,403 Trọng tài: Kim Jong-hyeok (Hàn Quốc) |  |

| 5 tháng 9 Vòng loại FIFA World Cup 2026 | Uzbekistan       | 1–0                            | CHDCND Triều Tiên | Tashkent, Uzbekistan                                                                    |  |
| 19:00 UTC+5                             | - Masharipov 20' | Chi tiết (FIFA) Chi tiết (AFC) |                   | Sân vận động: Sân vận động Milliy Lượng khán giả: 24.205 Trọng tài: Ahmed Al-Kaf (Oman) |  |

| 10 tháng 9 Vòng loại FIFA World Cup 2026 | Kyrgyzstan                     | 2–3                            | Uzbekistan                                   | Bishkek, Kyrgyzstan                                                                                  |  |
| 20:00 UTC+6                              | - Kojo 15' - Abdurakhmanov 35' | Chi tiết (FIFA) Chi tiết (AFC) | - Shomurodov 17' - Aliqulov 45' - Urunov 72' | Sân vận động: Sân vận động Dolen Omurzakov Lượng khán giả: 13.282 Trọng tài: Ahmed Al-Alili (Kuwait) |  |

| 10 tháng 10 Vòng loại FIFA World Cup 2026 | Uzbekistan | 0–0                            | Iran | Tashkent, Uzbekistan                                                                 |  |
| 19:00 UTC+5                               |            | Chi tiết (FIFA) Chi tiết (AFC) |      | Sân vận động: Sân vận động Milliy Lượng khán giả: 33.829 Trọng tài: Shaun Evans (Úc) |  |

| 15 tháng 10 Vòng loại FIFA World Cup 2026 | Uzbekistan           | 1–0                            | UAE | Tashkent, Uzbekistan                                                                     |  |
| 19:00 UTC+5                               | Shukurov 76' (ph.đ.) | Chi tiết (FIFA) Chi tiết (AFC) |     | Sân vận động: Sân vận động Milliy Lượng khán giả: 32.773 Trọng tài: Mã Ninh (Trung Quốc) |  |

| 14 tháng 11 Vòng loại FIFA World Cup 2026 | Qatar                          | 3–2                            | Uzbekistan            | Doha, Qatar                                                                                             |  |
| 19:15 UTC+3                               | - Ali 25', 41' - Mendes 90+12' | Chi tiết (FIFA) Chi tiết (AFC) | - Fayzullaev 75', 80' | Sân vận động: Sân vận động Jassim bin Hamad Lượng khán giả: 10.759 Trọng tài: Kim Jong-hyeok (Hàn Quốc) |  |

| 19 tháng 11 Vòng loại FIFA World Cup 2026 | CHDCND Triều Tiên | 0–1 | Uzbekistan       | Viêng Chăn, Lào                                                                                  |  |
|                                           |                   |     | - Fayzullaev 44' | Sân vận động: Sân vận động Quốc gia Lào mới Lượng khán giả: 166 Trọng tài: Ahmed Al-Ali (Kuwait) |  |

## Kỷ lục

### Số lần khoác áo đội tuyển quốc gia
Dưới đây là danh sách 10 cầu thủ khoác áo đội tuyển quốc gia Uzbekistan nhiều nhất.

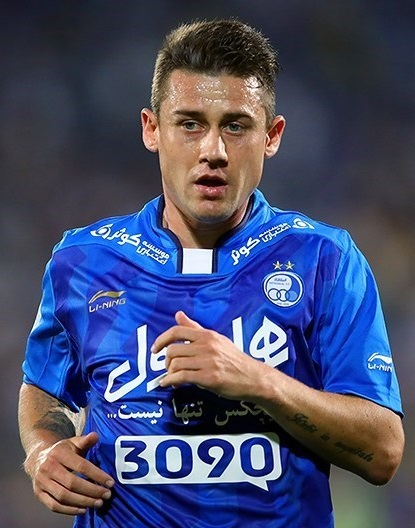
Server Djeparov là cầu thủ khoác áo đội tuyển quốc gia nhiều nhất với 128 trận

Tính đến 11 tháng 6 năm 2024
| #  | Cầu thủ              | Thời gian | Số trận | Bàn thắng |
| -- | -------------------- | --------- | ------- | --------- |
| 1  | Server Djeparov      | 2002–2017 | 128     | 25        |
| 2  | Timur Kapadze        | 2002–2015 | 119     | 10        |
| 3  | Odil Ahmedov         | 2007–2021 | 108     | 20        |
| 4  | Ignatiy Nesterov     | 2002–2019 | 105     | 0         |
| 5  | Anzur Ismailov       | 2007–2019 | 104     | 3         |
| 6  | Alexander Geynrikh   | 2002–2017 | 98      | 32        |
| 7  | Azizbek Haydarov     | 2007–2019 | 85      | 1         |
| 8  | Islom Tukhtakhodjaev | 2009–2021 | 73      | 2         |
| 8  | Igor Sergeev         | 2013–     | 73      | 19        |
| 10 | Vitaliy Denisov      | 2007–2018 | 72      | 1         |

### Cầu thủ ghi nhiều bàn thắng nhất

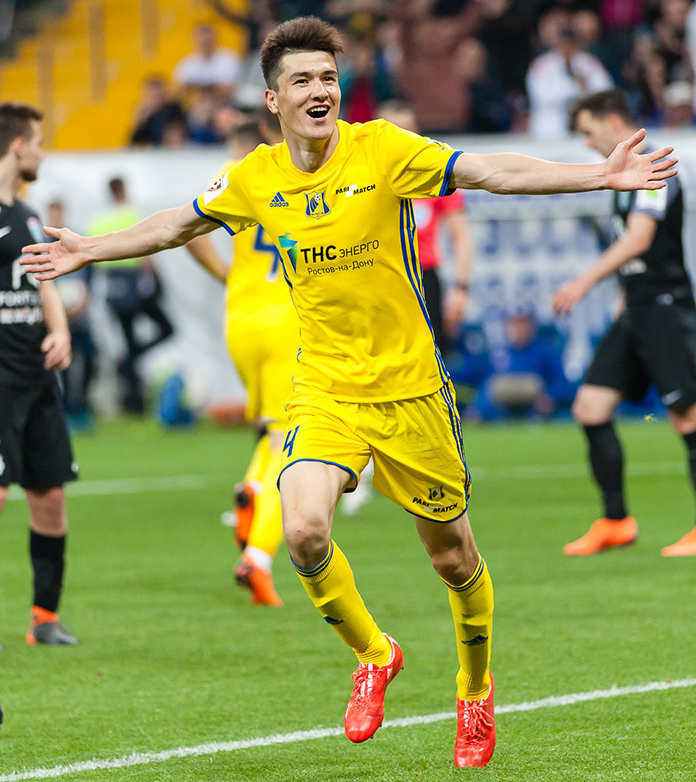
Eldor Shomurodov là cầu thủ ghi nhiều bàn thắng nhất với 40 bàn.

Tính đến ngày 11 tháng 6 năm 2024, 10 cầu thủ ghi nhiều bàn thắng nhất cho đội tuyển Uzbekistan là:
| #  | Cầu thủ            | Thời gian | Bàn thắng | Số trận |
| -- | ------------------ | --------- | --------- | ------- |
| 1  | Eldor Shomurodov   | 2015–     | 40        | 72      |
| 2  | Maksim Shatskikh   | 1999–2014 | 34        | 61      |
| 3  | Mirjalol Qosimov   | 1992–2005 | 31        | 67      |
| 3  | Alexander Geynrikh | 2002–2017 | 31        | 97      |
| 5  | Server Djeparov    | 2002–2017 | 25        | 128     |
| 6  | Odil Ahmedov       | 2007–2021 | 21        | 108     |
| 7  | Igor Shkvyrin      | 1992–2000 | 20        | 31      |
| 8  | Igor Sergeev       | 2013–     | 19        | 73      |
| 9  | Jafar Irismetov    | 1997–2007 | 15        | 36      |
| 10 | Ulugbek Bakayev    | 2001–2014 | 14        | 52      |

## Cầu thủ

### Danh sách cập nhật
- Đội hình các cầu thủ được triệu tập
- Ngày thi đấu: 6 –11 tháng 6 năm 2024
- Đối thủ:  Turkmenistan và  Iran
- Giải đấu: Vòng loại FIFA World Cup 2026/Vòng loại AFC Asian Cup 2027
- Cập nhật đến ngày: 11 tháng 6 năm 2024 sau trận gặp Iran

| Số | VT | Cầu thủ                       | Ngày sinh (tuổi)  | Trận | Bàn | Câu lạc bộ         |
| -- | -- | ----------------------------- | ----------------- | ---- | --- | ------------------ |
| 1  | TM | Utkir Yusupov                 | 4 tháng 1, 1991   | 30   | 0   | Navbahor Namangan  |
| 12 | TM | Abduvohid Nematov             | 20 tháng 3, 2001  | 7    | 0   | Nasaf              |
| 16 | TM | Botirali Ergashev             | 23 tháng 6, 1995  | 3    | 0   | Neftchi            |
|    |    |                               |                   |      |     |                    |
| 2  | HV | Abdukodir Khusanov            | 29 tháng 2, 2004  | 13   | 0   | Lens               |
| 3  | HV | Mukhammadkodir Khamraliev     | 6 tháng 7, 2001   | 2    | 0   | Pakhtakor Tashkent |
| 4  | HV | Farrukh Sayfiev               | 17 tháng 1, 1991  | 55   | 1   | Navbahor Namangan  |
| 5  | HV | Rustam Ashurmatov             | 7 tháng 7, 1996   | 35   | 1   | Rubin Kazan        |
| 13 | HV | Sherzod Nasrullaev            | 23 tháng 7, 1998  | 19   | 2   | Nasaf              |
| 15 | HV | Umar Eshmurodov               | 30 tháng 11, 1992 | 30   | 0   | Selangor           |
| 18 | HV | Abdulla Abdullaev             | 1 tháng 9, 1997   | 17   | 0   | Khor Fakkan        |
| 23 | HV | Husniddin Aliqulov            | 4 tháng 4, 1999   | 21   | 2   | Çaykur Rizespor    |
|    |    |                               |                   |      |     |                    |
| 6  | TV | Diyor Kholmatov               | 22 tháng 7, 2002  | 4    | 0   | Pakhtakor Tashkent |
| 7  | TV | Otabek Shukurov               | 22 tháng 6, 1996  | 68   | 7   | Kayserispor        |
| 8  | TV | Jamshid Iskanderov            | 16 tháng 10, 1993 | 36   | 4   | Navbahor Namangan  |
| 9  | TV | Odiljon Hamrobekov            | 13 tháng 2, 1996  | 54   | 1   | Navbahor Namangan  |
| 10 | TV | Jaloliddin Masharipov         | 1 tháng 9, 1993   | 63   | 11  | Esteghlal          |
| 11 | TV | Oston Urunov                  | 19 tháng 12, 2000 | 28   | 7   | Persepolis         |
| 17 | TV | Abdurauf Buriev               | 20 tháng 7, 2002  | 0    | 0   | Olympic Tashkent   |
| 19 | TV | Azizbek Turgunboev            | 1 tháng 10, 1994  | 33   | 4   | Sivasspor          |
| 20 | TV | Khojimat Erkinov              | 29 tháng 5, 2001  | 28   | 4   | Al Wahda           |
| 22 | TV | Abbosbek Fayzullaev           | 3 tháng 10, 2003  | 16   | 4   | CSKA Moscow        |
|    |    |                               |                   |      |     |                    |
| 14 | TĐ | Eldor Shomurodov (đội trưởng) | 29 tháng 6, 1995  | 72   | 40  | Cagliari           |
| 21 | TĐ | Azizbek Amonov                | 30 tháng 10, 1997 | 9    | 2   | Khor Fakkan        |

### Triệu tập gần đây
| Vt | Cầu thủ                  | Ngày sinh (tuổi)  | Số trận | Bt | Câu lạc bộ         | Lần cuối triệu tập                    |
| -- | ------------------------ | ----------------- | ------- | -- | ------------------ | ------------------------------------- |
| TM | Umidjon Ergashev         | 20 tháng 3, 1999  | 0       | 0  | Nasaf              | v. México, 13 September 2023          |
| TM | Valijon Rahimov          | 16 tháng 2, 1995  | 1       | 0  | AGMK               | v. Venezuela, 28 March 2023           |
|    |                          |                   |         |    |                    |                                       |
| HV | Akramjon Komilov         | 14 tháng 3, 1996  | 8       | 0  | AGMK               | v. Hồng Kông, 26 March 2024           |
| HV | Zafarmurod Abdurakhmatov | 28 tháng 4, 2003  | 4       | 0  | Nasaf              | v. Hồng Kông, 26 March 2024           |
| HV | Khojiakbar Alijonov      | 19 tháng 4, 1997  | 33      | 1  | Pakhtakor Tashkent | 2023 AFC Asian Cup INJ                |
| HV | Golib Gaybullaev         | 22 tháng 1, 1996  | 1       | 1  | Nasaf              | Kyrgyzstan, 25 December 2023 PRE      |
| HV | Alibek Davronov          | 28 tháng 12, 2002 | 3       | 0  | Nasaf              | v. Iran, 21 November 2023             |
| HV | Dilshod Saitov           | 2 tháng 2, 1999   | 8       | 0  | Pakhtakor Tashkent | v. México, 13 September 2023          |
| HV | Shahzad Azmiddinov       | 7 tháng 8, 2000   | 0       | 0  | Pakhtakor Tashkent | v. México, 13 September 2023          |
| HV | Ibrokhimkhalil Yuldoshev | 14 tháng 2, 2001  | 16      | 1  | Kairat             | v. CAFA Nations Cup, 20 June 2023 U23 |
| HV | Saidazamat Mirsaidov     | 19 tháng 7, 2001  | 0       | 0  | Olympic Tashkent   | v. Venezuela, 28 March 2023           |
|    |                          |                   |         |    |                    |                                       |
| TV | Shokhboz Umarov          | 9 tháng 3, 1999   | 5       | 0  | Ordabasy           | 2023 AFC Asian Cup                    |
| TV | Jamshid Boltaboev        | 3 tháng 10, 1996  | 4       | 0  | Navbahor Namangan  | 2023 AFC Asian Cup                    |
| TV | Azizjon Ganiev           | 22 tháng 2, 1998  | 15      | 0  | Shabab Al-Ahli     | v. Iran, 21 November 2023             |
| TV | Abror Ismoilov           | 8 tháng 1, 1998   | 12      | 0  | Navbahor Namangan  | v. México, 13 September 2023          |
| TV | Akmal Mozgovoy           | 2 tháng 4, 1999   | 10      | 0  | Nasaf              | v. México, 13 September 2023          |
| TV | Sardor Sabirkhodjaev     | 6 tháng 9, 1994   | 16      | 0  | Pakhtakor Tashkent | v. CAFA Nations Cup, 20 June 2023 PRE |
|    |                          |                   |         |    |                    |                                       |
| TĐ | Bobur Abdikholikov       | 23 tháng 4, 1997  | 14      | 1  | Nasaf              | v. Hồng Kông, 26 March 2024           |
| TĐ | Igor Sergeyev            | 30 tháng 4, 1993  | 73      | 19 | BG Pathum United   | 2023 AFC Asian Cup INJ                |
| TĐ | Jasurbek Yakhshiboev     | 24 tháng 6, 1997  | 10      | 2  | Ordabasy           | v. Iran, 21 November 2023             |

Chú thích:
- SUS Cầu thủ rút lui
- INJ Rút lui do chấn thương
- RET Đã chia tay đội tuyển quốc gia
- WD Cầu thủ bỏ cuộc do chấn thương không rõ ràng